# التحالف التقدمي المتحد
التحالف التقدمي المتحد (بالإنكليزية: United Progressive Alliance، اختصاراً UPA؛ بالهندية: संयुक्त प्रगतिशील गठबंधन) هو ائتلاف من أحزاب وسط اليسار في الهند تشكل بعد الانتخابات العامة الهندية في سنة 2004 بقيادة المؤتمر الوطني الهندي الذي ترأسه سونيا غاندي. المؤتمر الوطني الهندي أكثر الأحزاب تمثيلاً في البرلمان، ورئيس وزراء الهند مانموهان سينغ وأعضاء مجلس الوزراء ينتمون إلى أحزاب التحالف التقدمي المتحد.